# Domenico Ragnina
Domenico Ragnina (in serbo-croato: Dinko Ranjina; Ragusa, 1536 – Ragusa, 1607) è stato un poeta italiano della Repubblica di Ragusa che ha vissuto anche a Messina e Firenze.
Ha composto 27 sonetti in lingua italiana raccolte nella collezione Rime scelte da diversi eccellenti autori ed un canzoniere in serbo-croato dal titolo Pjesni razlike.
Nasce a Ragusa nel 1536, membro della famiglia Ragnina. Compie vari viaggi in Italia, si avventura in alcune iniziative commerciali a Messina  e si stabilisce infine per un breve periodo a Firenze dove inizia a scrivere e diventa amico e consigliere del Granduca di Toscana, Cosimo de' Medici che lo accoglie nel Sacro Militare Ordine di Santo Stefano Papa e Martire. Tornato a Ragusa, viene eletto per ben sette volte Rettore della Repubblica. Dal 1556 è eletto nel Gran Consiglio della Repubblica di Ragusa. Scrive poesie di stampo petrarchista in latino, italiano e in lingua dalmatina e traduce in questa lingua slava autori greci e latini. Nelle sue opere, principalmente poesie d'amore, satiriche, bucoliche, erotico - idilliche e religiose, sono evidenti le influenze dei suoi modelli italiani, quali Antonio Tebaldeo, Serafino Aquilano ed altri. La sua opera principale consiste in 27 sonetti in lingua italiana, pubblicati nella raccolta Rime scelte da diversi eccellenti autori del 1563 ed una raccolta di poesie in lingua dalmatina, Pjesni razlike. Muore a Ragusa nel 1607. 